# HD 104985 b
Meztli es un planeta extrasolar que le toma 198 días para orbitar a su estrella a una distancia de 0,78  UA. Es definitivamente un gigante de gas, ya que tiene una masa de 6 1/3 veces la masa de  Júpiter. El nombre fue propuesto por Andrés Eloy Martínez Rojas miembro de la sociedad Astronómica Urania en México
Tras una votación pública, la Unión Astronómica Internacional determinó otorgar el nombre náhuatl de "Meztli", diosa mexica de la luna, a este exoplaneta, mientras que su estrella HD 104985, recibió el nombre de "Tonatiuh", deidad del sol.